# Michael Werner (Kunsthändler)
Michael Werner (geboren 8. Mai 1939 in Nauen) ist ein deutscher Kunsthändler und Galerist.

## Leben
Michael Werners erster Kunstlehrer war Johannes Geccelli. Er begann 1958 als Adlatus beim Kunsthändler Rudolf Springer in dessen Galerie am Kurfürstendamm in Berlin. 1963 hatte er in der mit Benjamin Katz gegründeten „Galerie Werner & Katz“ eine Ausstellung mit Werken von Georg Baselitz, mit der er den Künstler und sich bekannt machte, ohne dass sich das gleich in Verkäufen niederschlug. Werner sorgte dafür, dass Baselitz’ Bilder Die große Nacht im Eimer und Der nackte Mann von der Presse skandalisiert wurden, so dass die Staatsanwaltschaft die Werke beschlagnahmte, das Verfahren wurde dann eingestellt. Später teilte Werner in Berlin die Wohnung mit Daniel Schmid und betrieb eine Zimmergalerie, ein erster Kunde war Johannes Gachnang. Bis Anfang der 1980er Jahre musste Werner, der 1969 nach Köln umgezogen war, mit den von ihm vertretenen deutschen Künstlern Baselitz, A.R. Penck, Markus Lüpertz und Per Kirkeby sowie Jörg Immendorff, Antonius Höckelmann und Sigmar Polke bei wenigen Umsätzen durchhalten, doch Werner versuchte durch pures Insistieren auf seine Künstler eine Wirkung auf dem Kunstmarkt zu erzielen. Erst die Internationalisierung seiner Kontakte mit den New Yorker Galerien Ileana Sonnabend, Pace Gallery, Xavier Fourcade sowie Marian Goodman und schließlich die Beteiligung an der Galerie seiner späteren Lebenspartnerin Mary Boone brachten ihm Anerkennung und Umsätze. Boone und Werner heirateten 1984. Sie haben einen gemeinsamen Sohn und sind geschieden.
Als bei der documenta 6 von den Kuratoren Manfred Schneckenburger und Evelyn Weiss Bilder des von Werner vertretenen DDR-Dissidenten A. R. Penck verhindert wurden, da dies die Annäherung an die DDR-Kulturpolitik gestört hätte, zogen auch Immendorff und Baselitz ihre Beiträge zurück und Gerhard Richter solidarisierte sich mit ihnen. Werner stellte ab 1985 auch Don Van Vliet (Captain Beefheart) aus. Eine zu enge Zusammenarbeit zwischen dem Kunsthändler Werner und Siegfried Gohr, seinerzeit Leiter des Museum Ludwig in Köln, wurde letzterem vorgeworfen. Gohr wurde daraufhin entlassen, er arbeitete dann in Düsseldorf als Hochschullehrer.
2009 etablierte sich Werner in Märkisch Wilmersdorf bei Berlin.
Für seine Leistungen als Kunstvermittler erhielt er 2011 den Art-Cologne-Preis. 2012 vermachte Werner dem Musée d’art moderne de la Ville de Paris 127 Objekte, die ihr Direktor Fabrice Hergott frei aus dem Galeriebestand wählen konnte. Es waren Konvolute von Penck, Immendorff, Lüpertz, Per Kirkeby und James Lee Byars, aber auch von Werner neuerdings gesammelten Vertretern der deutschen klassischen Moderne wie Wilhelm Lehmbruck und Otto Freundlich.

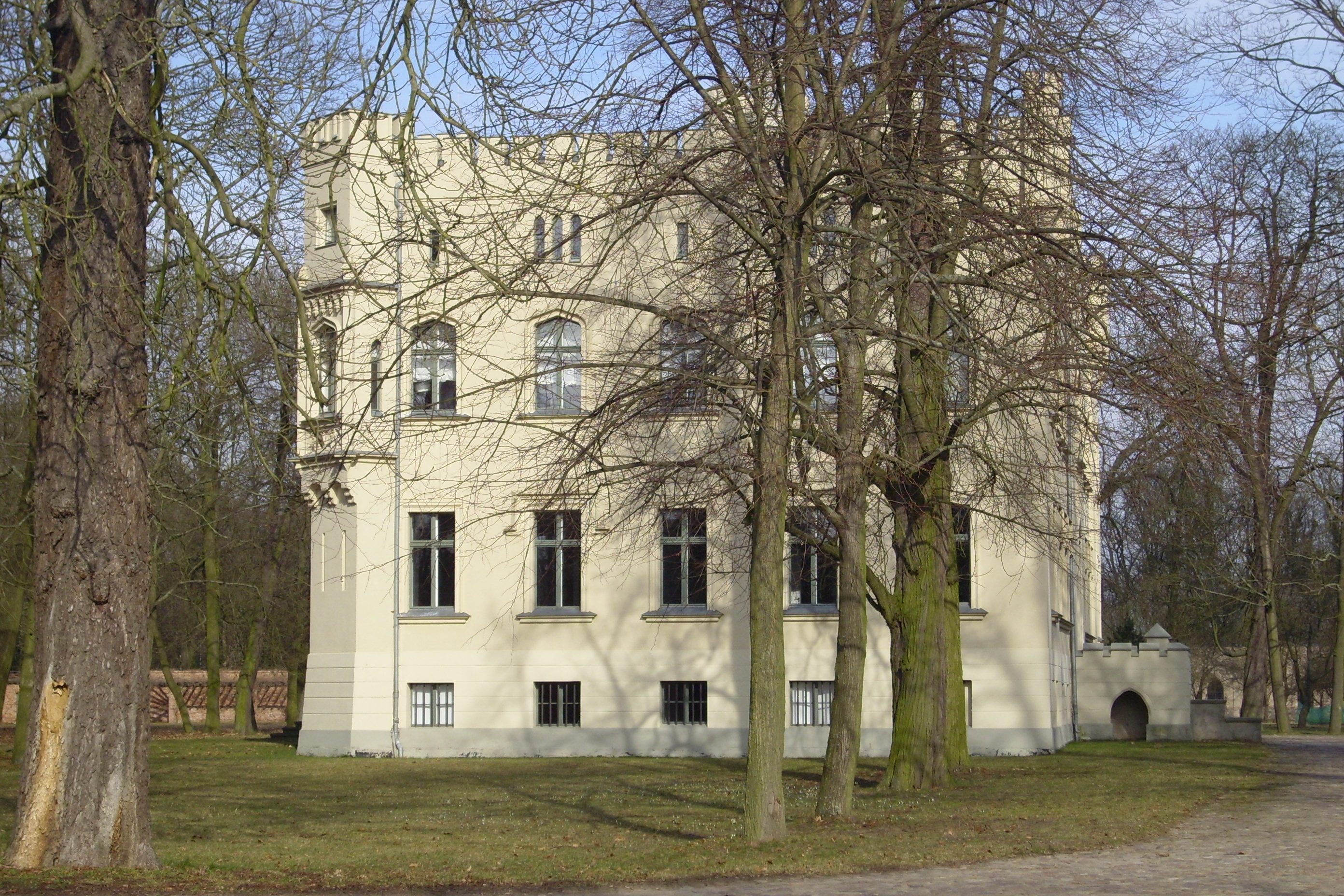
Gutshaus in Märkisch Wilmersdorf

## Künstler
Vom Kunsthändler Michael Werner gegenwärtig oder ehemals vertretene Künstler:
- Kai Althoff, Hurvin Anderson, Georg Baselitz, Antonius Höckelmann, Marcel Broodthaers, James Lee Byars, Aaron Curry, Enrico David, Peter Doig, Thomas Houseago, Jörg Immendorff, Anselm Kiefer, Per Kirkeby, Eugène Leroy, Markus Lüpertz, A. R. Penck, Sigmar Polke, Peter Saul, Don van Vliet.